# Helix mazzullii
Helix mazzullii е вид сухоземно коремоного от семейство Helicidae. Видът е световно застрашен, със статут Уязвим.

## Разпространение
Видът е ендемичен за Италия и е застрашен поради загуба на местообитания.